# 12719 Pingré
12719 Pingré è un asteroide della fascia principale. Scoperto nel 1991, presenta un'orbita caratterizzata da un semiasse maggiore pari a 2,2982285 UA e da un'eccentricità di 0,1487713, inclinata di 1,99491° rispetto all'eclittica.